# Паранаваи
Паранаваи (порт. Paranavaí) — город и муниципалитет в Бразилии, входит в штат Парана. Составная часть мезорегиона Северо-запад штата Парана. Входит в экономико-статистический микрорегион Паранаваи. Население составляет 79 110 человек на 2007 год. Занимает площадь 1202,469 км². Плотность населения — 65,9 чел./км².

## История
Город основан 14 декабря 1952 года.

## Статистика
- Валовой внутренний продукт на 2003 год составляет 499 529 884,00 реалов (данные: Бразильский институт географии и статистики).
- Валовой внутренний продукт на душу населения на 2003 год составляет 6434,75 реалов (данные: Бразильский институт географии и статистики).
- Индекс развития человеческого потенциала на 2000 год составляет 0,787 (данные: Программа развития ООН).

## География
Климат местности: субтропический гумидный мезотермический. В соответствии с классификацией Кёппена, климат относится к категории Cfa.